# Open Dental
Open Dental, voorheen Free Dental, is een open source tandheelkundig praktijkmanagementsysteem. De software geeft de mogelijkheid om een tandheelkundige praktijk te managen qua afspraken, behandelingen, patiëntenkaart en financiën. De software is oorspronkelijk geschreven door de Amerikaanse tandarts Jordan Sparks.
Hoewel de software oorspronkelijk bedoeld is voor tandartsen, leent het zich evengoed voor mondhygiënisten/mondzorgkundigen, orthodontisten, tandprothetici en kaakchirurgen. De software is, ondanks de opensourcelicentie, niet gratis.

## Software-architectuur
Open Dental is geschreven in C# voor het .NET-framework en gebruikt een MySQL-database, hoewel het ook mogelijk is (alhoewel afgeraden voor de gewone gebruiker) om een Oracle-database te gebruiken. Voor het opslaan van documenten zoals brieven of röntgenfoto's bestaat de mogelijkheid om deze in een bestand op te slaan, in de database (werkt vertragend) op te slaan of deze middels software van derden via een koppeling op te slaan.
Tot en met versie 5.6 was het via Mono ook mogelijk om de software op Linux of Mac te draaien. Tegenwoordig wordt er echter geen Linux-ondersteuning meer geboden, de software werkt alleen op het Windowsplatform.
De nieuwste versie is 13.1, uitgegeven op 25 juni 2013.
De mogelijkheid bestaat om middels een koppeling de data tevens in te zien op Windows Mobile-apparaten zoals smartphones.
De software wordt vrijgegeven onder GNU General Public License waardoor de software gratis te downloaden en te gebruiken is.

## Schaalbaarheid
Open Dental is geschikt voor de solopraktijk maar evengoed voor de groepspraktijk aangezien er een onbeperkt aantal behandelruimten en tandartsen, mondzorgkundigen en (preventie-)assistenten toegevoegd kunnen worden. Tevens is er een ziekenhuis module voor gebruik bij bijvoorbeeld een kaakchirurgie afdeling, alsook een module voor tandheelkundige opleidingen waarbij studenten (tandheelkunde, mondzorgkunde) beoordeeld kunnen worden.

## Verspreiding
Open Dental is nog niet erg populair in Nederland, hoewel enkele praktijken het gebruiken. Wereldwijd wordt Open Dental door zo'n 2000 tandartsen gebruikt waarmee ruim 10.000.000 patiëntenkaarten worden bijgehouden.

## Functionaliteit

### Agenda- en afsprakenmodule
- Ondersteunt een onbeperkt aantal behandelruimten en een onbeperkt aantal behandelaren
- Persoonlijk in te stellen overzichten, kleuren en standaard waarden (afspraak lengte, etc.)
- Afspraken maken, verplaatsen en Recall afspraken te maken.
- Toont pop-up waarschuwingen en financiële en medische gegevens.

### Boekhoud- en accountingmodule
- Direct mogelijk om brieven en e-mails naar patiënten te sturen.
- Overzichtelijke lijst verrichtingen en betalingen (zie ook Nederlandse aanpassingen)
- Techniek werkstukken bijhouden en traceren
- Betalingsregelingen aanmaken en volgen

### Behandelplanmodule
- Meerdere behandelplannen per patiënt mogelijk
- Plannen zijn in stappen van prioriteiten in te delen
- Grafische weergave van het plan mogelijk

### Kaartmodule
- Overzicht van alle behandelingen, evt. persoonlijk aan te passen.
- 3D tanden overzicht, waarbij elke tand op het overzicht gedraaid en verplaatst kan worden.

### Foto's en documentenmodule
- Diverse soorten bestanden die aan de patiënt gekoppeld kunnen worden.
- Foto's en PDF bestanden worden direct binnen Open Dental ingelezen.

### Beheermodule
- Zeer beperkte boekhoud module (zie ook Nederlandse aanpassingen)
- Back-up functionaliteit van zowel de database als van de bestanden
- Prikklok functionaliteit voor personeel

## Nederlandse aanpassingen
Aangezien de software van oorsprong Amerikaans is, klopt niet alles één op één met Nederlandse tandheelkundige softwarevereisten en benodigdheden. Diverse Nederlandse leveranciers en dienstverleners kunnen hier echter geheel in voorzien, zodat de software ook in Nederland bruikbaar is en daarmee een zeer goed alternatief vormt voor alle gesloten bron software in de tandheelkundige branche. Waarbij de gebruiker - zoals gebruikelijk in Open Source - alle keuze en vrijheid heeft bij welk van de dienstverleners of leveranciers de producten en of dienstverlening afneemt.